# Wysokyj Zamok
Wysokyj Zamok (ukr. Високий замок) – ukazująca się od 1991 roku we Lwowie w języku ukraińskim gazeta o profilu społeczno-politycznym. Wydania zwykłe ukazują się w poniedziałki, wtorki, środy i czwartki, w soboty ukazuje się wydanie magazynowe. Początkowo wydawana w wersji rosyjskiej, od 1992 roku ukazywała się w wersji rosyjskiej i ukraińskiej, lecz po agresji Rosji na Krym i rozpoczęciu wojny w Donbasie tygodnik w wersji rosyjskiej zlikwidowano. W 2001 roku właścicielem większości udziałów jest Stepan Kurpil.
Gazeta jest kolportowana oprócz Lwowa także w Użhorodzie, Czerniowcach, Iwano-Frankiwsku, Tarnopolu, Chmielnickim, Równem, Łucku, Winnicy i Kijowie.
Logo gazety zaprojektowała na początku lat 90. XX wieku Wiktoria Kowalczuk.

## Redaktorzy naczelni
- 1991-2006: Stepan Kurpil (Степан Курпіль), poseł partii Batkiwszczyna
- od 2006: Natalija Baluk (małżonka poprzedniego redaktora naczelnego)